# Devil Within
Devil Within ist eine 2019 gegründete Melodic-Death-Metal-/Metalcore-Band aus Tokio.

## Geschichte
Im März des Jahres 2019 wurde die Gründung der Band offiziell bekannt gegeben. Gegründet wurde die Band vom Undead-Corporation-Bassisten Kensuke „Shacho“ Matsuyama, der bei Devil Within neben Thousand-Eyes-Musiker Kouta einen von beiden Gitarristen darstellt. Komplettiert wird die Gruppe von Sängerin Yu „U“ Umehara, die zudem bei MergingMoon am Mikrofon steht, Afterzero-Bassist Yoji Ueno und Yūto „YU-TO“ Sugano, der mit Matsuyama bei Undead Corporation spielt.
Bereits am 10. April gleichen Jahres erschien mit Dark Supremacy das Debütalbum mit zehn Stücken. Das Album stieg auf Platz 97 in den heimischen Musikcharts ein.

## Stil
Die Musik kann als Metalcore beschrieben werden, welcher deutliche Anleihen des Melodic Death Metal der schwedischen Schule aufweist.

## Diskografie
- 2019: Dark Supremacy (Album, Ichigeki Records)